# Aigues-Vives (Gard)
Aigues-Vives – miejscowość i gmina we Francji, w regionie Oksytania, w departamencie Gard.
Według danych na rok 1990 gminę zamieszkiwało 2101 osób, a gęstość zaludnienia wynosiła 175 osób/km² (wśród 1545 gmin Langwedocji-Roussillon Aigues-Vives plasuje się na 184. miejscu pod względem liczby ludności, natomiast pod względem powierzchni na miejscu 648.).